# The Secret Lovers
The Secret Lovers (en hangul, 비밀남녀; romanización revisada, Bimilnamnyeo), también conocida en español como El amante secreto, es una serie de televisión surcoreana emitida durante 2005, protagonizada por Han Ji Hye, Kim Suk Hoon, Song Seon Mi y Kwon Oh Joong. Fue transmitida por MBC desde el 29 de agosto hasta el 1 de noviembre de 2005, con una extensión de 20 episodios emitidos cada lunes y martes a las 21:55 (KST).

## Argumento
Seo Young Ji (Han Ji Hye) se avergüenza de su mala educación y trabaja duro para superarse, decide ir a un cirujano plástico con la esperanza de que al cambiar su aspecto lograra sentirse mejor consigo misma. El cirujano Jung Ah Mi (Song Seon Mi) le pide un favor, que vaya una cita a ciegas organizada por sus padres con Kim Joon Woo (Kim Suk Hoon), pero ella no está interesado y quiere que Young Ji tome su lugar, mintiendo. Young Ji al estar de acuerdo conoce a Joon Woo agradándose los dos, no obstante, cuando Joon Woo descubre que Young Ji no es Ah Mi y que tiene una familia pobre que cuidar, decide dejarla.
Antes de salir con Joon Woo, Young Ji fue también abandonada recientemente por Choi Do Kyung (Kwon Oh Joong) un aspirante social de origen pobre, pero ambicioso. Do Kyung hará cualquier cosa para casarse con una mujer rica y se enamora de Ah Mi. Pero a pesar de Ah Mi también quiere casarse pronto, tiene sus propios secretos que ocultar.

## Reparto

### Personajes principales
- Han Ji Hye como Seo Young Ji.
- Kim Suk Hoon como Kim Joon Woo.
- Song Seon Mi como Jung Ah Mi.
- Kwon Oh Joong como Choi Do Kyung.

### Personajes secundarios
- Joo Hyun como Seo Dal Goo.
- Kim Dong Hyun como Seo Young Goo.
- Hwang Bo Ra como Seo Young Min.
- Lee Jung Gil como Kim Jung Suk.
- Ahn Hae Sook como Señora Song.
- Hyun Young como Kim Joon Mi.
- Ahn Jae Hwan como Lee Moon.
- Lee Byung Jin como Lee Sung Wol.
- Seo Yeon Joo como Yang Jae Soon.
- Kim Min-hee

## Emisión internacional
- Taiwán: Videoland Drama (2006).